# Christine Werner (Autorin, 1954)
Christine Werner (* 26. August 1954 in Wien) ist eine österreichische Schriftstellerin. Sie ist Autorin von Dramen, literarischem Kabarett, Hörspielen, Netzkunst, Fotokunst, Lyrik und Prosa.

## Biografie
Die 1954 geborene Christine Werner lebt in Wien und in der Steiermark. Sie selbst bezeichnet sich als Autorin, Netz- und Aktionskünstlerin.
Werner schreibt Dramen, literarisches Kabarett, Lyrik, Hörspiele, Erzählungen und Romane. Sie ist Mitglied der Grazer Autorinnen Autorenversammlung, des Linzer Autorenkreises und bei der Vereinigung ÖDA (Österreichische DialektautorInnen). Werner erhielt mehrere Stipendien der österreichischen Bundesregierung und hatte Lese- und Kleinkunstauftritte in Österreich und Deutschland.

## Preise und Auszeichnungen
- 1996 Literaturwettbewerb Wien
- 1997 Luitpold Stern-Förderungspreis
- 1997 Dramatikerstipendium 1997 der österreichischen Bundesregierung
- 1997 GEDOK-Literaturpreis 1997, Wiesbaden
- 1998 Reisestipendium der österreichischen Bundesregierung

## Werke
- Meine Schuhe eingraben, Lyrik, Verlag G. Grasl, Baden bei Wien, 1996
- Eine Handbreit über dem Knie, Roman, Resistenz Verlag, Linz/Wien, 1999
- Wien ist nicht Chicago, Roman, Resistenz Verlag, Linz/Wien, 2000
- fern & weh, Ein Reisefieber, Erzählungen, Sisyphus Verlag, Wien 2002
- Eine Handvoll Himbeeren, Hörspiel, ORF Ö1, Wien 2002
- Verdammt, Novelle, Arovell Verlag, Gosau 2008
- Die Arbeitslosenpolizei, Prosa, Arovell Verlag, Gosau Salzburg Wien 2009
- Die Zuckerlfabrik im Schulbankfach, Herausgeberin, Anthologie, Arovell Verlag, Gosau Salzburg Wien 2011
- Dann ziehe ich eben aus, Roman, Verlag Bibliothek der Provinz, Weitra 2020, ISBN 978-3-99028-868-9